# Crystallaria asprella
Crystallaria asprella је зракоперка из реда Perciformes.

## Угроженост
Ова врста се сматра рањивом у погледу угрожености врсте од изумирања.

## Распрострањење
Врста има станиште у Сједињеним Америчким Државама.

## Станиште
Станиште врсте су слатководна подручја.